# Siergiej Bułgakow
Siergiej Nikołajewicz Bułgakow (ros. Серге́й Никола́евич Булга́ков; 16 lipca?/28 lipca 1871 w Liwnach, zm. 13 lipca 1944 w Paryżu) – myśliciel prawosławny uznawany za jednego z najwybitniejszych teologów rosyjskich XX wieku, w opinii wielu chrześcijański platonik i mistyk; działał na rzecz dialogu ekumenicznego z katolicyzmem, głosił apokatastazę oraz sofiologię.
W młodości utracił wiarę i związał się z marksizmem, w wieku 40 lat przeszedł na prawosławie – jak wyznał – pod wpływem mistycznych doświadczeń. Zdaniem wielu historyków myśli prawosławnej, Bułgakow należał do najodważniejszych teologów, przez co niektóre jego nauki, zwłaszcza związane z Mądrością Bożą oraz ze zbawieniem szatana, wywołują kontrowersje.

## Życiorys
Przyszedł na świat w rodzinie prawosławnego księdza. Uczęszczał do seminarium w Orle, a później do tamtejszego gimnazjum. W 1894 ukończył prawo na Uniwersytecie Moskiewskim, gdzie studiował także ekonomię polityczną.
W czasie nauki w seminarium zainteresował się marksizmem i wziął udział w ruchu Prawny Marksizm. Studiując marksizm Bułgakow był przekonany o ważności tej teorii. Pod wpływem prac rosyjskich myślicieli religijnych (Lew Tołstoj, Fiodor Dostojewski, Władimir Sołowjow itp.) oraz spotkań i dyskusji z Lwem Tołstojem znów odnalazł swoje wierzenia religijne. Napisał książkę o swojej ewolucji (Od Marksizmu do idealizmu, 1903). Nawiązał współpracę z Bierdiajewem. W czasie, gdy rozpoczęły się prześladowania religijne przyjął święcenia kapłańskie. Wygnany z Rosji w 1922 roku (w ramach operacji bolszewickiej znanej jako „statek filozofów”), początkowo zamieszkał w Pradze, a następnie wyjechał do Paryża. W 1925 założył w Paryżu Prawosławny Instytut Teologiczny, którym kierował. W tym samym roku zaczął pracę nad fundamentalnymi działami religijnymi, które zyskały wielki rozgłos, ale stały się przyczyną ataków tradycjonalistów, traktujących jego doktrynę sofiologiczną jako herezję. Zmarł w lipcu 1944 roku na wylew krwi do mózgu.

## Poglądy

### „Obraz” i „podobieństwo” Boże w człowieku
Siergiej Bułgakow podjął między innymi zagadnienia antropologiczne i eschatologiczne. W antropologii akcentował ikoniczność człowieka, stworzenie go „na obraz i podobieństwo” (Rdz 1, 26). „Obraz” ma charakter niezniszczalny i trwały w człowieku, zaś „podobieństwo” to zadanie do urzeczywistnienia na bazie „obrazu”; „podobieństwo” ma charakter dynamiczny. Im bardziej urzeczywistnia w sobie człowiek tę ikoniczność, tym bardziej następuje jego przebóstwienie.

### Nadzieja powszechnego zbawienia
W dziele Drabina Jakubowa Bułgakow postawił pytanie o możliwość zbawienia wszystkich stworzeń, łącznie z szatanem, pozostawił je jednak bez odpowiedzi, jako „nieodpowiednie dla naszego stanu”. Niemniej, w późniejszych swoich książkach objawił się on jako jedyny, obok Orygenesa oraz św. Grzegorza z Nyssy, teolog, który odważył się otwarcie postulować apokatastazę jako chrześcijańską doktrynę; w jego ślad poszedł później Nikołaj Bierdiajew.
Na tej podstawie Bułgakow wyprowadza swoją eschatologię. Głosi on nie tylko nadzieję zbawienia wszystkich ludzi, ale zdaje się być tego pewny (apokatastaza). Analizując pojęcie „wieczności” (gr. aionios), stwierdza, że termin ten tylko odnośnie do Boga może oznaczać rzeczywistą wieczność, zaś w wieczności tej uczestniczą tylko ci, którzy zostali zbawieni. Wieczności piekła zatem nie można traktować na równi z wiecznością Boga, piekło może mieć jedynie charakter czasowy i skończony, a zatem potępieni mogą zostać uzdrowieni i dostąpić zbawienia.

## Kontrowersje
Postawa głosiciela doktryny o powszechnym zbawieniu wszystkich stworzeń zjednała Bułgakowowi wielu przeciwników wśród teologów prawosławnych.

## Polskie przekłady
- Ikona i kult ikon w Prawosławiu. In: Wiadomości Polskiego Autokefalicznego Kościoła Prawosławnego 6 (1975), 33–40
- Choroba – Śmierć – Życie. In: Novum 11 (1979), 148–177
- Prawosławie. Zarys nauki Kościoła prawosławnego, przeł. Henryk Paprocki, Białystok – Warszawa: „Orthdruk” – „Formica” 1992.
- Życie za grobem, przeł. Zbigniew Podgórzec, Białystok: „Orthdruk” 1994, isbn 8385368086.
- Ikona i kult ikony. Zarys dogmatyczny, przeł. i oprac. Henryk Paprocki, Bydgoszcz: „Homini” 2002, isbn 838793366X.
- Święci Piotr i Jan. Dwaj pierwsi z apostołów, przeł. Henryk Paprocki, Białystok: Bractwo Młodzieży Prawosławnej w Polsce 2005, isbn 8387281263.
- Drabina Jakubowa. Rzecz o aniołach, przeł. Tomasz P. Terlikowski, Warszawa: Fronda – Ząbki: Apostolicum 2005, isbn 836033515X.
- Cuda Ewangelii, przeł. Tomasz P. Terlikowski, Warszawa: Fronda – Ząbki: Apostolicum 2007, isbn 9788360335222.
- Mój kraj rodzinny i inne pisma o Rosji i narodowości, przeł. Lilianna Kiejzik, Michał Bohun, Leszek Augustyn, Zielona Góra: Oficyna Wydawnicza Uniwersytetu Zielonogórskiego 2009, isbn 9788374813051.
- Hipostaza i hipostatyczność (Scholia do ksiąźki Swiet Niewieczerny). In: Kiejzik, Lilianna (Hrsg.): Palamas, Bułgakow, Łosiew. Warszawa 2010, 168-187, przeł. Bartłomiej Brzeziński
- Światło wieczności: medytacje i spekulacje, przeł. Jacek Chmielewski, Kęty: Wydawnictwo Marek Derewiecki 2010, isbn 9788361199236.
- Dziennik duchowy, tłum. monachini Eudokia (Halina Lachocka), Wydawnictwo Homo Dei, Kraków 2014, isbn 978-83-64451-18-8.